# Ester Ledecká
Ester Ledecká est une snowboardeuse et skieuse alpine tchèque, née le 23 mars 1995 à Prague, triple championne olympique dans les deux disciplines qu'elle pratique. 
En 2018, aux Jeux olympiques d'hiver de Pyeongchang, elle est sacrée championne olympique du Super-G en ski alpin et, une semaine plus tard, en géant parallèle de snowboard. Elle devient la première athlète de l'histoire, hommes et femmes confondus, à gagner la médaille d'or dans les mêmes Jeux olympiques d'hiver dans deux disciplines nécessitant des équipements différents (skis et planche de snowboard). Elle répète l’exploit en Coupe du monde, après avoir remporté 17 épreuves et compté 28 podiums en slalom et géant parallèle de snowboard, s’imposant dans la descente de Lake Louise le 6 décembre 2019. Elle récidive la saison suivante en gagnant le Super-G de Val d'Isère. Le 8 février 2022, elle devient triple championne olympique en conservant son titre du géant parallèle en snowboard aux Jeux de Pékin. Trois jours plus tard, elle défend son titre olympique du Super-G et termine à la cinquième place.

## Carrière
Ester Ledecká débute au niveau international en snowboard aux Championnats du monde 2011 à La Molina. En 2013, elle est double médaillée d'or aux Championnats du monde juniors d'Erzurum. Son grand-père est Jan Klapáč, deux fois médaillé olympique en hockey sur glace et sept fois en championnat du monde. Son père est Janek Ledecký, chanteur pop tchèque, et sa mère est Zuzana Ledecká, ancienne patineuse artistique.
Lors des Jeux olympiques de Sotchi 2014, elle se classe sixième au slalom géant parallèle et septième au slalom parallèle. Peu avant ces Jeux, la Tchèque remporte le slalom géant parallèle de Coupe du monde disputé à Rogla, son premier succès en carrière. Elle finit à la deuxième place du classement des épreuves de parallèle en 2013-2014.
Elle remporte en 2015 le titre mondial du slalom parallèle.
Lors de la saison 2015-2016, elle remporte trois manches de la Coupe du monde et s'adjuge le classement du parallèle et du slalom géant parallèle.
En 2017, elle obtient le titre mondial au slalom géant parallèle et la médaille d'argent au slalom parallèle.
Parallèlement à sa carrière de snowboard, Ester Ledecká participe à des compétitions de ski alpin comme la Coupe d'Europe. Elle fait ses débuts en Coupe du monde de ski alpin en février 2016 à Garmisch-Partenkirchen où elle est 24e.
Avec des skis Atomic que lui a prêtés Mikaela Shiffrin,, elle remporte contre toute attente l'épreuve de Super-G aux Jeux olympiques d'hiver de 2018 en devançant d'un centième Anna Veith, médaillée d'or lors de la précédente édition. Leader de la Coupe du monde de snowboard et championne du monde en titre, Ester Ledecká gagne une semaine plus tard la finale du géant parallèle devant l’Allemande Selina Jörg. Jamais aucune athlète ne s'était imposée dans deux disciplines olympiques différentes au cours de la même édition de Jeux d'hiver. Avant elle, Anfisa Reztsova avait été médaillée d'or en 1988 en ski de fond et en 1992 en biathlon, c'est-à-dire sur deux éditions des Jeux d'hiver et seulement sur des skis fins.
Ester Ledecká, qui compte quatre victoires au classement général de parallèle en snowboard (2016, 2017, 2018, 2019), 17 épreuves remportées, 28 podiums en 50 départs, réussit le 6 décembre 2019 à s'imposer en Coupe du monde de ski alpin, terminant première de la descente de Lake Louise disputée sous la neige... avec le même dossard (n°26) que lors de sa victoire en Super G aux Jeux olympiques de PyeongChang. Elle devance Corinne Suter de 35/100e de seconde et Stephanie Venier de 45/100e. Après avoir été la première athlète, hommes et femmes confondus, à gagner deux titres olympique en snowboard et en ski alpin, elle est également la première à compter des victoires dans les deux disciplines en Coupe du monde. Par ailleurs, aucun sportif ou sportive tchèque n'avait encore gagné avant elle une épreuve de vitesse dans la Coupe du monde de ski alpin.
Lors de la saison 2020-2021,  Ester Ledecká remporte sa 19e victoire en coupe du monde de Snowboard, s'imposant le 12 décembre dans le géant parallèle de Cortina d'Ampezzo, avant, huit jours plus tard, de signer sa deuxième victoire en Coupe du monde de ski alpin en dominant le Super-G de Val d'Isère. Elle apporte d'ailleurs une grande importance dans sa deuxième victoire dans un épreuve alpine de vitesse, mais sa première en Super-G : « Cette victoire est plus forte que celle des Jeux Olympiques parce que toutes les concurrentes sont là. Aux Jeux, c'est limité à quatre athlètes par nation, donc tu n'as pas tout le plateau mondial. Là, il y a tout le monde sauf Mikaela Shiffrin ».
De nouveau engagée en snowboard et dans les épreuves de vitesse du ski alpin aux Jeux de Pékin 2022, Ester Ledecká commence le 8 février par conserver son titre du slalom géant parallèle en snowboard en battant l'autrichienne  Daniela Ulbing en finale, pour devenir triple championne olympique. Elle défend ensuite son titre en Super-G et se classe cinquième. Mais à peine une semaine après la clôture des Jeux de Pékin, celle que la presse francophone surnomme la « skiboardeuse » remporte sa troisième victoire en Coupe du monde de ski alpin, en s'imposant dans la première descente de Crans-Montana le 26 février. Elle se classe encore deuxième le lendemain à 11/100e de la gagnante de la deuxième descente, Priska Nufer.
Son été 2022 est perturbé par une fracture à une clavicule qui la contraint à subir deux interventions chirurgicales. Insuffisamment rétablie, elle renonce à participer aux championnats du monde de ski alpin 2023.

## Palmarès

### Ski alpin

#### Jeux olympiques
| Édition / Épreuve   | Descente | Super G | Slalom géant | Combiné |
| ------------------- | -------- | ------- | ------------ | ------- |
| JO 2018 Pyeongchang | —        | Or      | 23e          | —       |
| JO 2022 Pékin       | 27e      | 5e      | —            | 4e      |

#### Championnats du monde
| Édition / Épreuve                | Descente | Super G | Salom géant | Slalom  | Combiné |         |
| -------------------------------- | -------- | ------- | ----------- | ------- | ------- | ------- |
| Mondiaux 2017 Saint-Moritz       | 21e      | 29e     | 37e         | —       | 20e     |         |
| Mondiaux 2019 Åre                | 17e      | 27e     | —           | —       | 15e     |         |
| Mondiaux 2021 Cortina d'Ampezzo  | 4e       | 4e      | —           | —       | 8e      |         |
| Mondiaux 2023 Courchevel-Méribel | Blessée  | Blessée | Blessée     | Blessée | Blessée | Blessée |
| Mondiaux 2025 Saalbach           | Bronze   | 7e      | —           | —       | —       |         |

#### Coupe du monde
- Meilleur classement général : 10e en 2020[18].
- Meilleur classement de descente : 2e en 2020[18].
- Meilleur classement de combiné : 3e en 2020[18].
- 11 podiums dont 4 victoires[19].

##### Classements
| Année/Classement | Général | Général | Descente | Descente | Super G | Super G | Géant   | Géant   | Slalom  | Slalom  | Combiné | Combiné |
| Année/Classement | Class.  | Points  | Class.   | Points   | Class.  | Points  | Class.  | Points  | Class.  | Points  | Class.  | Points  |
| ---------------- | ------- | ------- | -------- | -------- | ------- | ------- | ------- | ------- | ------- | ------- | ------- | ------- |
| 2015-2016        | 93e     | 28      | 37e      | 15       | 42e     | 13      | -       | -       | -       | -       | -       | -       |
| 2016-2017        | 77e     | 61      | 34e      | 37       | 38e     | 24      | -       | -       | -       | -       | -       | -       |
| 2017-2018        | 61e     | 101     | 22e      | 94       | 47e     | 7       | -       | -       | -       | -       | -       | -       |
| 2018-2019        | 54e     | 129     | 24e      | 84       | 28e     | 45      | -       | -       | -       | -       | -       | -       |
| 2019-2020        | 10e     | 503     | 2e       | 322      | 21e     | 81      | -       | -       | -       | -       | 3e      | 100     |
| 2020-2021        | 13e     | 453     | 8e       | 206      | 5e      | 236     | 47e     | 11      | -       | -       | -       | -       |
| 2021-2022        | 19e     | 443     | 3e       | 339      | 22e     | 104     | -       | -       | -       | -       | -       | -       |
| 2022-2023        | Blessée | Blessée | Blessée  | Blessée  | Blessée | Blessée | Blessée | Blessée | Blessée | Blessée | Blessée | Blessée |
| 2023-2024        | 23e     | 374     | 23e      | 87       | 6e      | 287     | -       | -       | -       | -       | -       | -       |

##### Détail des victoires
| Saison / Épreuve | Descente      | Super-G     | Total |
| 2019-2020        | Lake Louise   |             | 1     |
| 2020-2021        |               | Val d'Isère | 1     |
| 2021-2022        | Crans-Montana |             | 1     |
| 2023-2024        |               | Saalbach    | 1     |
| Total            | 2             | 2           | 4     |

### Snowboard

#### Jeux olympiques
| Édition / Épreuve   | Slalom parallèle | Slalom géant parallèle |
| ------------------- | ---------------- | ---------------------- |
| JO 2014 Sotchi      | 6e               | 7e                     |
| JO 2018 Pyeongchang | -                | Or                     |
| JO 2022 Pékin       | -                | Or                     |

#### Championnats du monde
| Épreuve / Édition      | La Molina 2011 | Stoneham 2013 | Lachtal 2015 | Sierra Nevada 2017 | Engadine 2025 |
| ---------------------- | -------------- | ------------- | ------------ | ------------------ | ------------- |
| Slalom géant parallèle | 33e            | 16e           | 5e           | Or                 | Or            |
| Slalom parallèle       | 40e            | 17e           | Or           | Argent             | Argent        |

#### Coupe du monde
- 4 gros globe de cristal :
  - Vainqueur du classement parallèle en 2016, 2017, 2018 et 2019.
- 3 petits globe de cristal :
  - Vainqueur du classement slalom géant parallèle en 2016, 2018 et 2019.
- 39 podiums dont 25 victoires.

##### Détails des victoires
| Épreuve / Édition | Slalom parallèle        | Slalom géant parallèle                                 |
| ----------------- | ----------------------- | ------------------------------------------------------ |
| 2013-2014         |                         |                                                        |
| 2014-2015         | Bad Gastein             | Bayrischzell                                           |
| 2015-2016         |                         | Carezza Rogla Kayseri                                  |
| 2016-2017         | Cortina d'Ampezzo       | Rogla Kayseri                                          |
| 2017-2018         |                         | Carezza Cortina d'Ampezzo Lackenhof Rogla Bansko Scuol |
| 2018-2019         |                         | Cortina d'Ampezzo PyeongChang                          |
| 2019-2020         |                         | Rogla                                                  |
| 2020-2021         |                         | Cortina d'Ampezzo                                      |
| 2021-2022         |                         | Cortina d'Ampezzo                                      |
| 2022-2023         | Berchtesgaden           |                                                        |
| 2023-2024         | Pamporovo x2 Winterberg |                                                        |
| 2024-2025         |                         | Mylin                                                  |